# سیبیر (استان آرخانگلسک)
سیبیر (به لاتین: Sibir) یک منطقهٔ مسکونی در روسیه است که در استان آرخانگلسک واقع شده‌است.